# 雷伊战役
雷伊战役是发生于811年5月1日爆发于哈里发阿明和马蒙之间的阿拔斯王朝继位者内战。

## 起因
哈里发哈伦·拉希德或许预见到了自己死后，两个儿子之间的冲突会愈演愈烈。因此，他下令阿明将成为阿拔斯哈里发直至死亡。而马蒙将成为呼罗珊总督，然后马蒙或者他的儿子将成为阿明的继承人，之后将由阿明选择的人选继位。两兄弟分别受到自己的维齐尔Fadl ibn al-Rabi和法德尔·伊本·萨赫尔的影响，最终，阿明宣布他的儿子为继承人。阿蒙非常愤怒，并准备开战，他的维齐尔派一支部队驻扎在雷伊。与此同时，阿明在811年3月14日派出了一支军队。

## 战役
阿明的军队由前呼罗珊总督阿里·伊本·伊萨指挥；马蒙的军队由塔希尔·伊本·侯赛因指挥，一位名义上附庸于阿拔斯王朝的诸多山国领主。阿里的军队在现存记载中，被描述为大量、装备精良，大约有5万人；塔希尔的军队包含约最多五千人，但是骑兵较多，而阿里的军队主要是步兵。
由于担心如果留在雷伊打围城战，城内的人会不安骚动，塔希尔带着军队沿路前往巴格达直到出现在敌军的视线里。经过短暂的休战和不成功的谈判，阿里军继续前进。之后战役爆发，700名花拉子模人在弓箭手的掩护下发动了闪击，试图粉碎阿里的中军。这个战非常有效，迅速导致了阿里的死亡。他的具体死亡情况并不是很清楚：一说是被塔希尔的布哈拉射手爆头；另一说称他被敌军砍于马下，紧接着被杀死。在任何一种情况，当他被杀时候，他的军队正分散在各处。
根据休·肯尼迪：
雷伊战役标志着一个军事技术的转折点，大量步兵被小股骑兵击败。这可能标志着大规模步兵战术的终结，这是早期伊斯兰战争的典型特征，他们要么是持矛步兵要么是骑马射手，也是小规模骑兵的优势。

## 后续
塔希尔·伊本·侯赛因抓住了机会，在未经上级命令情况下，带着部队前往巴格达。在一年的围困后，巴格达陷落，阿明被杀。